# 백호통의
《백호통의(白虎通義)》, 혹은 《백호통(白虎通)》, 《백호통덕론(白虎通德論)》은 4권으로 이루어진 중국 고대 책이다.
중국 동한(東漢) 한 장제(漢章帝) 건초 4년(79년), 태상, 장수(將), 대부, 박사, 의랑(議郎), 낭관급제생(郎官及諸生) 등이 참관하여 백호관(白虎觀, 낙양 북쪽 궁궐)에서 유가경전을 놓고 토론한 백호관회의(白虎觀會議)를 열었다.
한 장제는 직접 경서 내용을 판결하여 《백호의주(白虎議奏)》를 지었다.